# Leptotarsus (Limoniodes) sulphurellus
Leptotarsus (Limoniodes) sulphurellus is een tweevleugelige uit de familie langpootmuggen (Tipulidae). De soort komt voor in het Neotropisch gebied.